# São Lourenço de Mamporcão e São Bento de Ana Loura
São Lourenço de Mamporcão e São Bento de Ana Loura (oficialmente: União das Freguesias de São Lourenço de Mamporcão e São Bento de Ana Loura)  é uma freguesia portuguesa do município de Estremoz, com 43,4 km² de área e 449 habitantes (censo de 2021). A sua densidade populacional é 10,3 hab./km².

## História
Foi constituída em 2013, no âmbito de uma reforma administrativa nacional, pela agregação das antigas freguesias de São Lourenço de Mamporcão e São Bento de Ana Loura e tem a sede em São Lourenço de Mamporcão.

## Demografia
A população registada nos censos foi:
| Distribuição da População por Grupos Etários | Distribuição da População por Grupos Etários | Distribuição da População por Grupos Etários | Distribuição da População por Grupos Etários | Distribuição da População por Grupos Etários | Distribuição da População por Grupos Etários |
| -------------------------------------------- | -------------------------------------------- | -------------------------------------------- | -------------------------------------------- | -------------------------------------------- | -------------------------------------------- |
| Antes da agregação                           |                                              |                                              |                                              |                                              |                                              |
| Ano                                          | 0-14 anos                                    | 15-24 anos                                   | 25-64 anos                                   | >= 65 anos                                   | Total                                        |
| 2001                                         | 74                                           | 57                                           | 296                                          | 177                                          | 604                                          |
| 2011                                         | 42                                           | 52                                           | 262                                          | 200                                          | 556                                          |
| Após a agregação                             |                                              |                                              |                                              |                                              |                                              |
| Ano                                          | 0-14 anos                                    | 15-24 anos                                   | 25-64 anos                                   | >= 65 anos                                   | Total                                        |
| 2021                                         | 43                                           | 32                                           | 220                                          | 154                                          | 449                                          |